# José Álvarez de Paz
José Álvarez de Paz (Noceda del Bierzo, 19 de noviembre de 1935-Bayona, 16 de febrero de 2021) fue un abogado, profesor y político español, durante tres mandatos consecutivos diputado al Congreso y otros dos en el Parlamento Europeo.

## Biografía
Licenciado en Derecho, recibió formación universitaria también en teología y filosofía. Profesor de economía en la provincia de León y, más tarde, profesor tutor en la Universidad Nacional de Educación a Distancia (UNED), trabajó como abogado laboralista y colaboraba habitualmente en la prensa leonesa.
En el ámbito político, fue miembro del Partido Socialista Obrero Español (PSOE), formación que la que fue elegido diputado al Congreso en 1979 por la circunscripción de León, cargo que renovó en 1982 y 1986, compaginándolo con el de concejal de su localidad natal. Durante su mandato como diputado al Congreso fue secretario segundo de las comisiones de Justicia e Interior, y de Sanidad y Seguridad Social (1979-1982), vicepresidente de la Comisión de Política Social y de Empleo (1982-1986) y miembro de la Comisión de Asuntos Exteriores hasta que renunció al escaño en 1987, cuando resultó elegido diputado al Parlamento Europeo, mandato que renovó en la convocatoria electoral de 1989. 
Durante su etapa como eurodiputado destacó como miembro permanente desde su creación en 1991, de la asamblea entre el Parlamento Europeo y la Asociación de Países de África, del Caribe y del Pacífico (ACP) con quienes se desarrolló desde entonces y hasta la fecha, un proyecto de cooperación internacional con más de setenta países y la Comunidad Económica Europea (actual, Unión Europea) De 1994 a 1996 fue gobernador civil de la provincia de Pontevedra, durante la última etapa de gobierno de Felipe González.